# Кунгельв (комуна)
Комуна Кунгельв (швед. Kungälvs kommun) — адміністративно-територіальна одиниця місцевого самоврядування, що розташована в лені Вестра-Йоталанд у південно-західній Швеції.
Кунгельв 221-а за величиною території комуна Швеції. Адміністративний центр комуни — місто Кунгельв.

## Населення
Населення становить 41 753 чоловік (станом на вересень 2012 року). 
| Кількість населення комуни Кунгельв за 1970-2010 роки | Кількість населення комуни Кунгельв за 1970-2010 роки | Кількість населення комуни Кунгельв за 1970-2010 роки | Кількість населення комуни Кунгельв за 1970-2010 роки | Кількість населення комуни Кунгельв за 1970-2010 роки |
| ----------------------------------------------------- | ----------------------------------------------------- | ----------------------------------------------------- | ----------------------------------------------------- | ----------------------------------------------------- |
| Рік                                                   |                                                       |                                                       | Населення                                             |                                                       |
| 1970                                                  | 1970                                                  |                                                       | 24 242                                                | 24 242                                                |
| 1975                                                  | 1975                                                  |                                                       | 28 311                                                | 28 311                                                |
| 1980                                                  | 1980                                                  |                                                       | 29 702                                                | 29 702                                                |
| 1985                                                  | 1985                                                  |                                                       | 31 745                                                | 31 745                                                |
| 1990                                                  | 1990                                                  |                                                       | 33 772                                                | 33 772                                                |
| 1995                                                  | 1995                                                  |                                                       | 36 251                                                | 36 251                                                |
| 2000                                                  | 2000                                                  |                                                       | 37 191                                                | 37 191                                                |
| 2005                                                  | 2005                                                  |                                                       | 38 703                                                | 38 703                                                |
| 2010                                                  | 2010                                                  |                                                       | 41 241                                                | 41 241                                                |
| Джерело: SCB                                          |                                                       |                                                       |                                                       |                                                       |

## Населені пункти
Комуні підпорядковано 9 міських поселень (tätort) та низка сільських, більші з яких:
- Кунгельв (Kungälv)
- Вісеред (Diseröd)
- Дувешен (Duvesjön)
- Каребю (Kareby)
- Куде (Kode)
- Черна (Kärna)
- Марстранд (Marstrand)

## Галерея

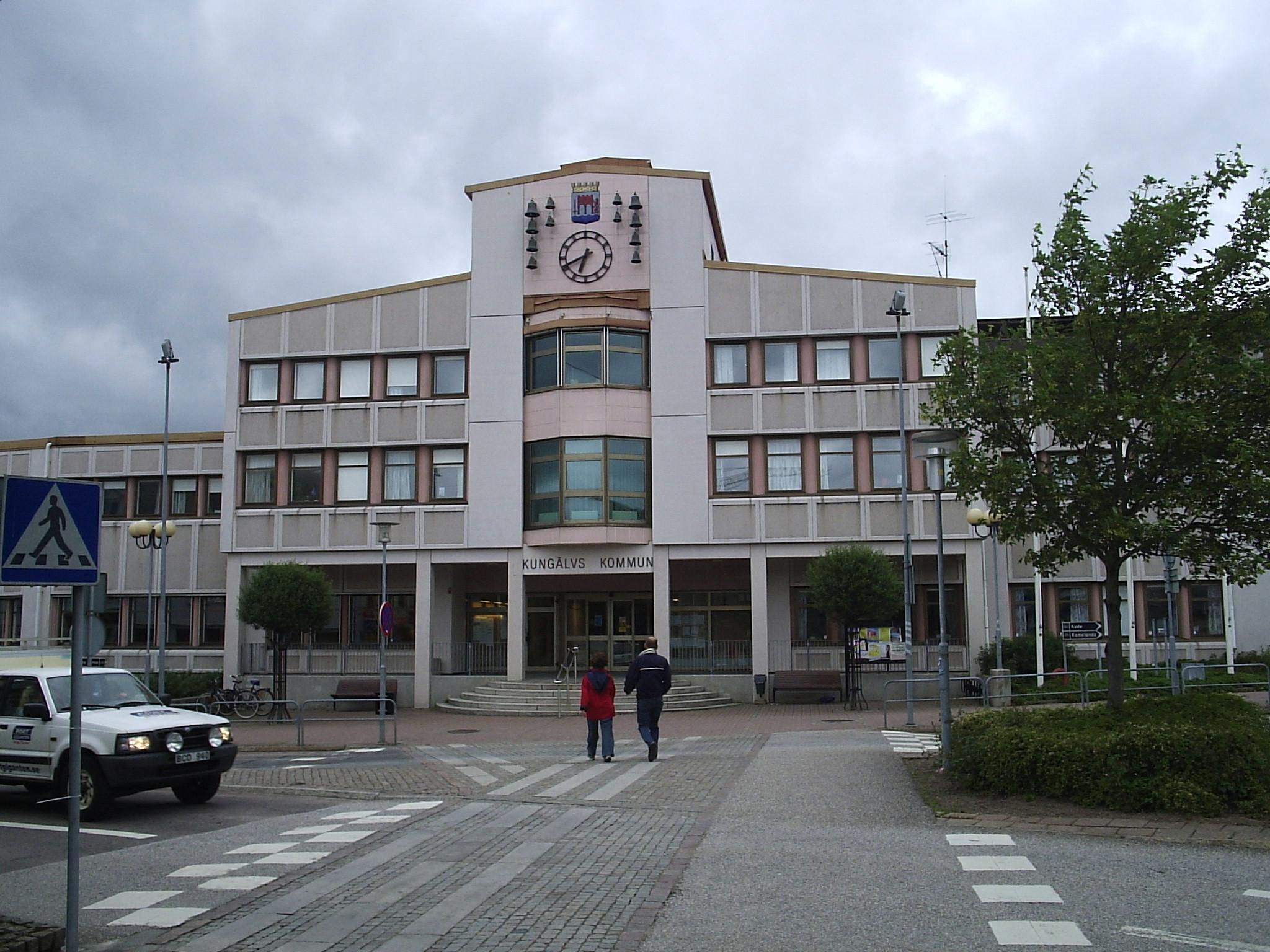
Управа комуни (Кунгельв)
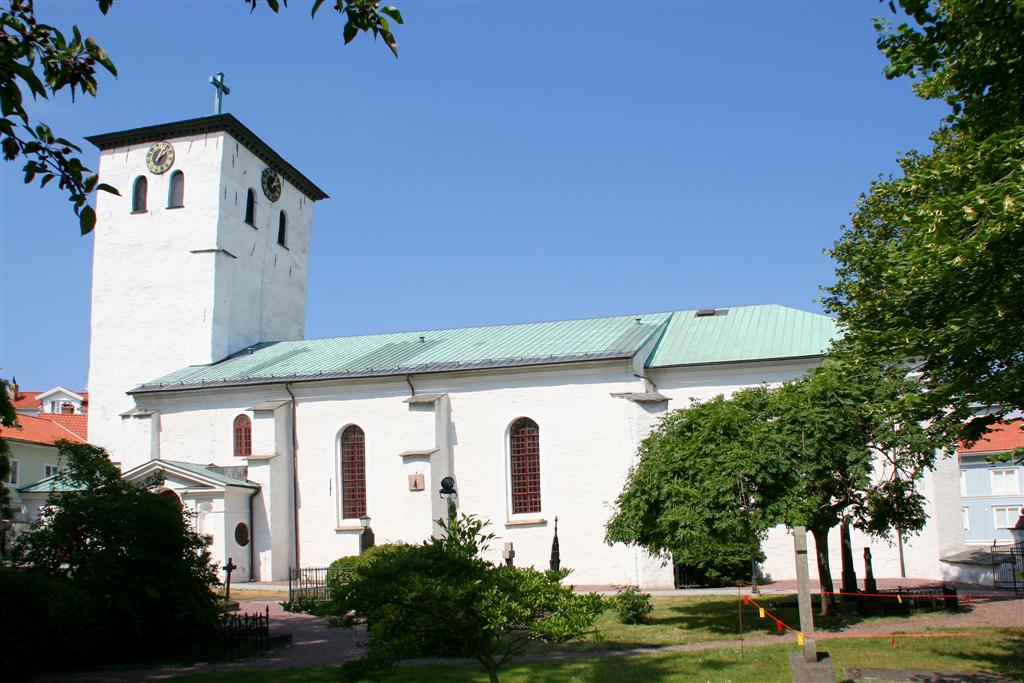
Церква (Марстранд)
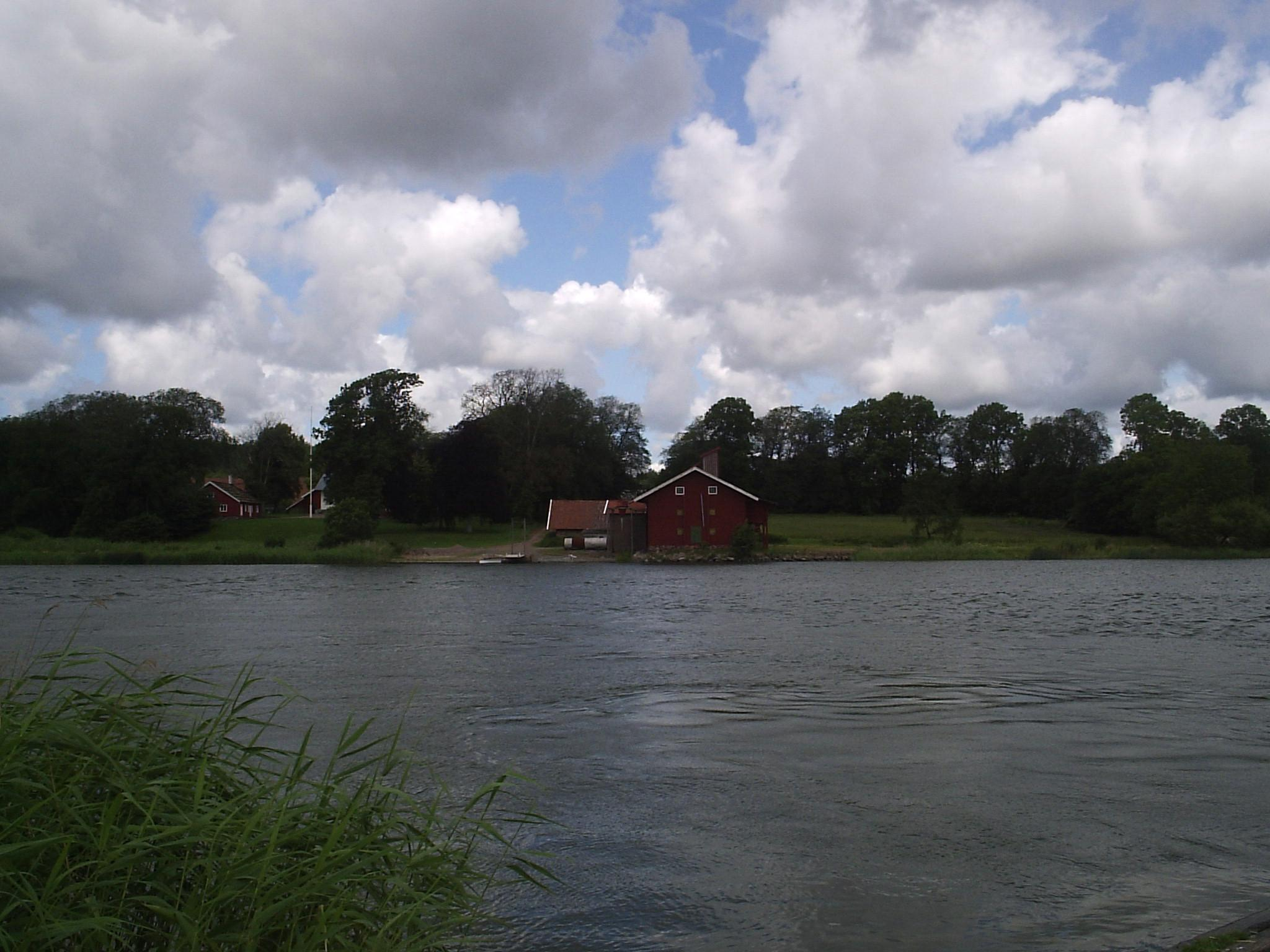
Річка Нурдре-Ельв

## Виноски
1. ↑  Folkmangd i riket, lan och kommuner (шв.) . Центральне бюро статистики Швеції. Архів оригіналу за 20 серпня 2013. Процитовано 25 лютого 2013.